# 2010年冬季奥林匹克运动会克罗地亚代表团
2010年冬季奧林匹克運動會克羅埃西亞代表團是克羅埃西亞所派出的2010年冬季奧林匹克運動會代表團，共有19名運動員參與4個項目的賽事。